# Medusagyne oppositifolia

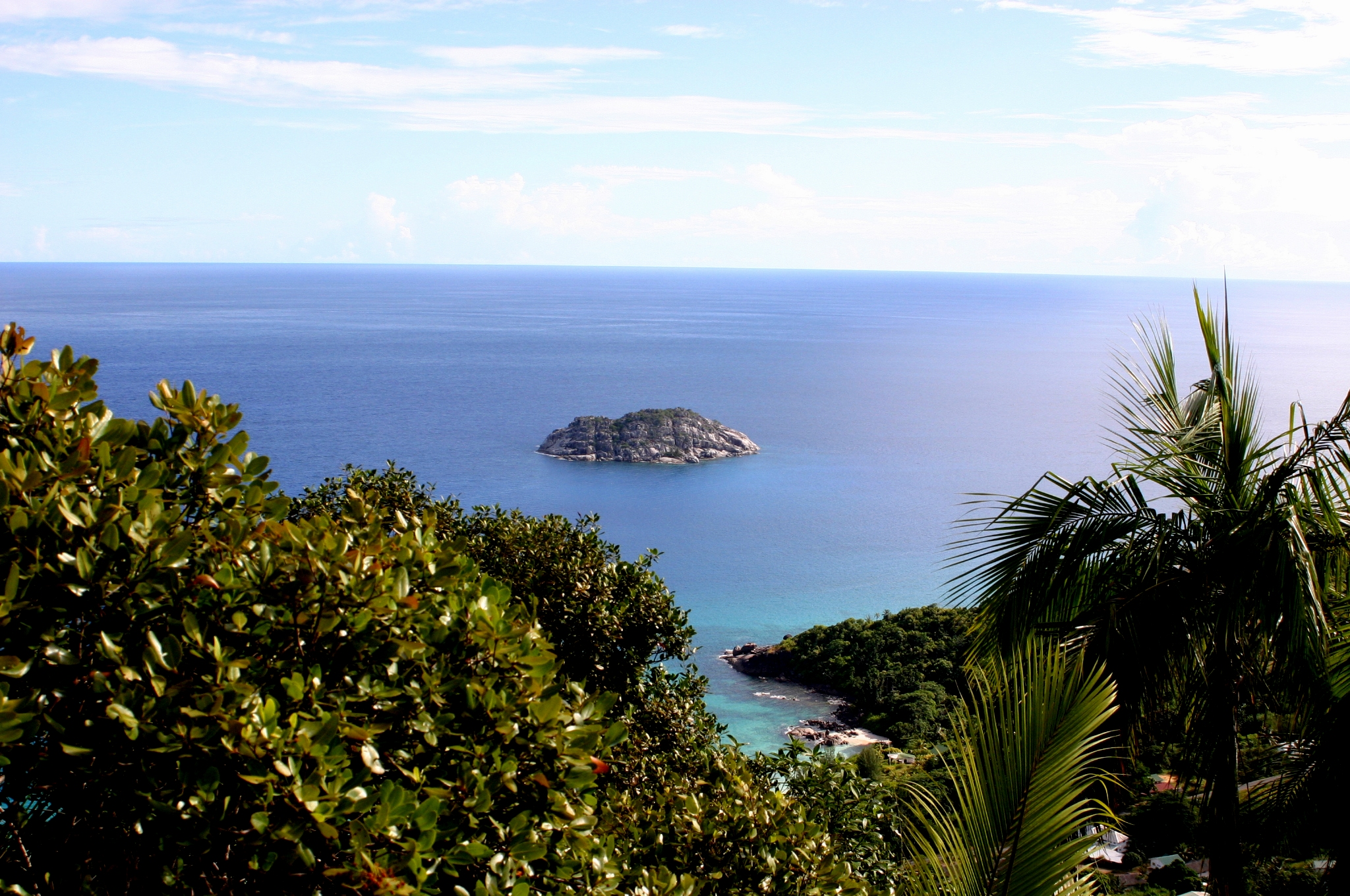
Medusagyne oppositifolia w lewym dolnym rogu – widok z naturalnego stanowiska

Medusagyne oppositifolia – gatunek endemiczny dla wyspy Mahé w archipelagu Seszeli, reprezentujący monotypowy rodzaj Medusagyne. Dawniej roślina ta wyodrębniana była w randze własnej rodziny Medusagynaceae, jednak w systemie APG III (2009) włączona została do rodziny ołdzianowatych (Ochnaceae). Przez długi czas gatunek ten uważany był za wymarły, aż do ponownego odnalezienia pojedynczych roślin w latach 70. XX wieku. Obecnie znanych jest ok. 40 drzew rosnących w naturze.

## Morfologia
PokrójDrzewo z kulistą koroną, osiągające 10 m wysokości i 30 cm średnicy pnia.
LiścieUłożone są naprzeciwlegle. Mają blaszkę eliptyczną, skórzastą i całobrzegą, do 8 cm długą i 4 cm szeroką. Ogonek liściowy jest krótki – osiąga do 5 mm.
KwiatyZebrane są w luźne wierzchotki wyrastające na końcach pędów. W obrębie kwiatostanu znajdują się kwiaty obupłciowe, w górnej części obecne są kwiaty pręcikowe. Poszczególne kwiaty są promieniste, osiągają do 1,3 cm średnicy. Szerokojajowate działki kielicha są odgięte. Wolne płatki korony są także szerokojajowate, do zaokrąglonych, białe, a w przypadku jednej z populacji także różowe. Pręciki w kwiatach męskich występują w liczbie 200–300, podczas gdy w kwiatach obupłciowych są mniej liczne i wyrastają w 3–4 okółkach znajdujących się poniżej górnej zalążni o beczułkowatym kształcie. Zalążnia tworzona jest przez ok. 20–23 owocolistki połączone wokół centralnej kolumny na kształt cząstek pomarańczy. Każda komora zalążni zawiera po 2 zalążki. Górne końce owocolistków wyrastają w tęgie, główkowate znamię tworząc pierścień wokół górnej krawędzi zalążni.
OwocePodczas owocowania zalążnia drewnieje, a poszczególne zalążki rozpościerają się wokół centralnej kolumny na kształt parasola, połączone w górnej części owocu. Nasiona znajdujące się w poszczególnych komorach mają do 3 mm średnicy i są oskrzydlone.

## Ekologia
Rośliny tego gatunku znane są z kilku stanowisk, na których rosną pojedyncze okazy lub niewielkie ich grupy. Wyrastają w skalistych szczelinach w masywach granitowych.

## Systematyka
Gatunek wyodrębniany był w monotypową rodzinę Medusagynaceae Engl. & Gilg, Syllabus, ed. 9-10: 280. 6 Nov 1924 zaliczaną do herbatowców (Theales) w systemie Cronquista (1981) lub wyodrębnianą w randze własnego rzędu Medusagynales w systemie Takhtajana (1997). Dowody molekularne świadczą o bliskim pokrewieństwie tej rośliny z rodzinami ołdzianowatych (Ochnaceae sensu stricto) i Quiinaceae, przy czym relacje pokrewieństwa między tymi grupami pozostają niejasne. W systemie APG III (2009) taksony te złączono w jedną rodzinę ołdzianowatych (Ochnaceae sensu lato) wchodzącą w skład rzędu malpigiowców (Malpighiales).

## Zagrożenia i ochrona
Gatunek znalazł się na krawędzi wymarcia ze względu na skrajnie nieliczne zasoby. Długi czas uważany był już za wymarły, aż do odnalezienia pojedynczych roślin w latach 70. XX wieku. Do 1989 znano tylko 10 drzew tego gatunku. Później odnaleziono kolejne, tak że znanych jest 40 okazów naturalnego pochodzenia. Prawdopodobnie optymalne siedliska tego gatunku (bardziej wilgotne) zostały zniszczone, bowiem rośliny rosnące obecnie w naturze wydają owoce, w których nasiona nie dojrzewają. Słabo ukorzeniające się i wolno rosnące sadzonki ograniczały skuteczność ochrony ex situ. Przełom ogłoszono w 2006 roku, kiedy to po zastosowaniu hodowli hydroponicznej uzyskano dość sadzonek, by wzmocnić populacje rosnące w stanie dzikim.